# Chloroclystis fluctuosa
Chloroclystis fluctuosa är en fjärilsart som beskrevs av Louis Beethoven Prout 1934. Chloroclystis fluctuosa ingår i släktet Chloroclystis och familjen mätare. Inga underarter finns listade i Catalogue of Life.